# Lady Gaga Presents the Monster Ball Tour: At Madison Square Garden
A Lady Gaga Presents the Monster Ball Tour: At Madison Square Garden Lady Gaga amerikai énekesnő The Monster Ball Tour című koncertsorozatának 2011. február 21-dikei és 22-dikei állomásairól készült koncertfilm. A koncertek helyszíne Gaga szülőhazájában, New York-ban a Madison Square Garden sportcsarnok volt. Az HBO csatorna által készített különkiadást egy nappal a The Monster Ball turné utolsó állomását követően, 2011. május 7-én tűzték a csatorna műsorára első alkalommal. A Media Blasters forgalmazásában 2011. november 21-én jelent meg DVD és Blu-Ray formátumokban.
A Lady Gaga Presents the Monster Ball Tour: At Madison Square Garden nem csak a koncertről készült felvételeket tartalmazza, hanem a koncertet megelőző, és kulisszák mögötti felvételeket is. A koncertfilm pozitív fogadtatásban részesült. A kritikusok dicsérték Gaga előadói képességeit, azonban kétségbe vonták őszinteségét több színpadi és koncert előtti jelenetben. Adásba kerülésekor a koncertfilmet 1,2 millió néző látta. A különkiadás öt jelölést kapott a 63. Primetime Emmy Awards-on, amiből megnyerte A legjobb képszerkesztésért járó elismerést.
A különkiadáshoz kiadott videóalbum extra felvételeket, például a capella előadásokat és egy fotóalbumot is tartalmaz. A kiadás 5.1 surround hangzása a DTS-HD Master Audio és új technológia felhasználásával optimális élményt nyújt a nézőnek az élő koncert megtekintéséhez. A hangsúlyt a főzenére és a vokálokra helyezték, miközben a tömeg sikoltozásához és éljenzéséhez igazították őket. A kiadvány kereskedelmi sikert aratott, az Egyesült Államokban, Franciaországban és Olaszországban a zenei DVD-listák élére került, más nemzeteknél pedig az első tízbe. Ausztráliában és Franciaországban dupla platina minősítést kapott, míg az Egyesült Királyságban arany minősítést.

## Háttér

A The Monster Ball Tour minden idők egyik legnagyobb bevételt hozó koncertkörútja lett

A The Monster Ball Tour volt Lady Gaga második világ körüli koncertturnéja. A The Fame Monster című EP-je (2009) népszerűsítésére rendezett turné, amely az EP és a The Fame című debütáló albumának (2008) dalaiból állt össze, 2009 és 2011 között futott arénákban és stadionokban. A Gaga által „a világ első pop elektrooperájaként” jellemzett turnét 2009 októberében jelentették be, miután a hip-hop előadóval, Kanye Westtel tervezett közös koncertkörút hirtelen lemondásra került. A turné négy nappal a The Fame Monster megjelenése után, 2009 novemberében kezdődött. A turné átdolgozására mindössze néhány hónapnyi előadás után került sor, mivel Gaga aggódott, hogy az eredeti verzió nagyon rövid idő alatt épült fel. Az eredeti show színpada egy kerethez hasonlított, egy kivájt tévékészülékhez hasonlított. Mivel a The Fame Monster a Gaga által átélt paranoiákkal foglalkozott, az eredeti műsorok fő témája az emberi evolúció lett, míg a Westtel lemondott turné elemei egyes részekben még mindig szerepeltek. 2010-től kezdve a felújított műsorok New York-i témájúak voltak, és egy a városban játszódó történetet ábrázoltak, ahol Gaga és barátai eltévednek, és meg kell találniuk az utat a „Szörnybálhoz”. A műsor mindkét változata öt részre volt osztva, az utolsó a ráadás volt. Mindegyikben Gaga új ruhákban szerepelt, és a szegmens koncepciójához kapcsolódó dalokat énekelt, mivel egy-egy videós átkötő követte őket.
A turné általános kritikai elismerést kapott, a kritikusok dicsérték Gaga énekesi képességeit, a show színpadiasságát, valamint stílus- és divatérzékét. A The Monster Ball kereskedelmi siker volt, a koncertek teltházasak voltak, és a jegyek iránti kereslet arra késztette a szervezőket, hogy további dátumokat vegyenek fel az útitervbe. A 200 bejelentett koncertből és 2,5 millió nézőből végül 227,4 millió dolláros becsült bevételt hozott (2021-ben 274 millió dollár), és ezzel minden idők egyik legnagyobb bevételt hozó turnéja lett. A 2010-es Billboard Touring Awards-on Gaga elnyerte A legjobb új előadónak járó díjat, valamint a Concert Marketing and Promotion Awardot, ez utóbbit a Virgin Mobile szponzorral való együttműködésének elismeréseként.

## Tartalom
A film egy fekete-fehér bevezetővel kezdődik, amint láthatjuk Lady Gagát rendelni egy csésze kávét egy New York-i kisboltból. Ezt követően biztonsági személyzete kíséretében beszáll fekete utcai terepjárójába, ahol visszaemlékezik azokra az időkre, amikor gyakran látogatta az arénát más előadók műsoráért, és ráébred arra, hogy most ő fog ott fellépni. Miután bekísérik a kulisszák mögé, eltávolítja sminkjét, majd sírva fakad, mert „vesztesnek” érzi magát. A színpadra lépés előtti melegítés során elénekli Marry the Night című dalának nyitó sorait. Ezután látható a február 21-22-dikei koncertekből készült színes felvétel, amelyet többször megszakítanak fekete-fehér színfalak mögötti felvételek. A film végül egy újabb fekete-fehér jelenettel végződik, ahol Gaga háttérénekeseivel előadja a Born This Way a capella változatát.

## Dallista
|     | Cím                    | Szerző(k)                                                              | Hossz |
| --- | ---------------------- | ---------------------------------------------------------------------- | ----- |
| 1.  | Intro                  |                                                                        | 4:29  |
| 2.  | Dance in the Dark      | Lady Gaga, Fernando Garibay                                            | 2:33  |
| 3.  | Glitter and Grease     | Lady Gaga, Rob Fusari                                                  | 2:37  |
| 4.  | Just Dance             | Lady Gaga, RedOne, Aliaune Thiam                                       | 4:22  |
| 5.  | Beautiful, Dirty, Rich | Lady Gaga, Fusari                                                      | 4:21  |
| 6.  | The Fame               | Lady Gaga, Martin Kierszenbaum                                         | 4:15  |
| 7.  | LoveGame               | Lady Gaga, RedOne                                                      | 10:41 |
| 8.  | Boys Boys Boys         | Lady Gaga, RedOne                                                      | 3:18  |
| 9.  | Money Honey            | Lady Gaga, RedOne, Bilal Hajji                                         | 3:16  |
| 10. | Telephone              | Lady Gaga, Rodney Jerkins, LaShawn Daniels, Lazonate Franklin, Beyoncé | 6:34  |
| 11. | Speechless             | Lady Gaga                                                              | 6:16  |
| 12. | You and I              | Lady Gaga                                                              | 9:24  |
| 13. | So Happy I Could Die   | Lady Gaga, RedOne, Space Cowboy                                        | 4:44  |
| 14. | Monster                | RedOne, Lady Gaga, Space Cowboy                                        | 6:37  |
| 15. | Teeth                  | Lady Gaga, Taja Riley                                                  | 9:42  |
| 16. | Alejandro              | RedOne, Lady Gaga                                                      | 5:25  |
| 17. | Poker Face             | Lady Gaga, RedOne                                                      | 3:56  |
| 18. | Paparazzi              | Lady Gaga, Fusari                                                      | 6:31  |
| 19. | Bad Romance            | RedOne, Lady Gaga                                                      | 6:22  |
| 20. | Born This Way          | Lady Gaga, Jeppe Laursen                                               | 9:00  |

Bónusz tartalom
- Born This Way (a cappella) – 3:16
- A kulisszák mögött a Monster Ball-on – 12:50
- Fotógaléria

## Minősítések
| Régió | Minősítés  | Eladott példányszám |
| --- | ---------- | ------------------- |
| Ausztrália (ARIA)                                                                                                  | 2× platina | 30 000^             |
| Brazília (Pro-Música Brasil)                                                                                       | platina    | 30 000*             |
| Franciaország (SNEP)                                                                                               | 2× platina | 30 000*             |
| Egyesült Királyság (BPI)                                                                                           | arany      | 25 000^             |
| * Eladási példányszámok kizárólag a minősítés alapján. ^ Kiszállítási példányszámok kizárólag a minősítés alapján. |            |                     |

1. ↑  ARIA Charts – Accreditations – 2012 DVDs. Australian Recording Industry Association. [2020. augusztus 10-i dátummal az eredetiből archiválva]. (Hozzáférés: 2013. december 16.)
2. ↑  Brazilian video   certifications – Lady Gaga – Lady Gaga Presents the Monster Ball Tour: At Madison Square Garden (portugál nyelven). Pro-Música Brasil. (Hozzáférés: 2013. december 16.)
3. ↑  French video   certifications – Lady Gaga – The Monster Ball Tour (francia nyelven). Syndicat National de l’Édition Phonographique. (Hozzáférés: 2013. december 16.)
4. ↑  British video   certifications – Lady Gaga – The Monster Ball Tour. Brit Hanglemezgyártók Szövetsége. (Hozzáférés: 2013. december 16.) Válaszd ki a videos típust a Format mezőben. Válaszd ki az Gold minősítést a Certification mezőben. Add meg a kiadvány címét (The Monster Ball Tour) a "Search BPI Awards" mezőben és üss Entert!